# Heinrich von Clam-Martinic
Heinrich Karl Graf Clam-Martinic, né le 1er janvier 1863 à Vienne et mort le 7 mars 1932 à Klam (Haute-Autriche), est un homme politique de l'Empire austro-hongrois. Il est ministre-président d'Autriche de 1916 à 1917, pendant la Première Guerre mondiale.

## Biographie
Issu de la noblesse autrichienne en Bohême, Clam-Martinic est un proche de l'héritier du trône, l'archiduc François-Ferdinand, qu'il accompagne lors de son tour du monde en 1893. Au cours du voyage, il rassemble une multitude des objets pour garnir les vitrines du Musée d'histoire naturelle de Vienne et également des collections au château d'Artstetten. En 1902, il est nommé membre de la Chambre des seigneurs du Reichsrat par l'empereur François-Joseph Ier.
Durant la Première Guerre mondiale, il combat au front de l'Est et dans les batailles de l'Isonzo. En octobre 1916, il rejoint le cabinet d'Ernest von Koerber chargé de l'agriculture. Après la mort de François-Joseph, le nouveau empereur Charles Ier le nomme ministre-président d'Autriche le 20 décembre 1916. Il occupe ce poste jusqu'au 23 juin 1917, date à laquelle Ernst Seidler von Feuchtenegg lui succède. Ses efforts pour améliorer les relations entre les diverses nationalités des pays autrichiens avaient échoué et la désintégration de l'Autriche-Hongrie progresse.
À partir du 10 juillet 1917, Clam-Martinic est gouverneur militaire du royaume du Monténégro occupé par l'armée austro-hongroise, succédant à Viktor Weber von Webenau. Le 21 février 1918, l'empereur lui décerne l'ordre de la Toison d'or.